# Цицикян, Анаит Михайловна
Анаит Михайловна Цицикян (арм. Անահիտ Ցիցիկյան; 26 августа 1926, Ленинград — 2 мая 1999, Ереван) — армянская скрипачка, музыковед, педагог и учёный.

## Биография

### Ранние годы и учёба
Анаит Цицикян родилась 26 августа 1926 года в Ленинграде, Россия, в семье служащих: отец — инженер, мать — врач-окулист.
Анаит начала играть на скрипке с 6 лет. Педагогами были прекрасные музыканты Лерман и Григорий Гинзбург, а позднее проф. Лев Цейтлин.
В начале Великой Отечественной войны, в 1941 году переехала в Ереван. Детство проведенное в Ленинграде, в этом красивом городе, оставило огромный след на формировании скрипачки как личности, человека и музыканта: искренняя, тонкая манера в исполнительстве, бережное, трепетное отношение к историческому наследию, интеллигентная, уважительная манера общения с друзьями, коллегами, студентами.
В 1946—1950 гг. Анаит Цицикян была студенткой Ереванской консерватории (класс проф. Карпа Домбаева), была удостоена Сталинской стипендии. В 1954 г. окончила аспирантуру Московской консерватории (руководитель проф. Константин Мострас).

### Концертная деятельность
Со школьной скамьи много играла, давала сольные концерты, выступала с оркестром, концертировала также в студенческие годы.
В 1950 году основала первый Женский квартет (состав: А.Цицикян, А.Джамджян, Л.Аветисян, М.Абраамян). Много выступала с сольными концертами и с симфоническими оркестрами под руководством таких дирижёров, как К. Сараджев (1942, Ереван), Р. Степанян (1948), М. Малунцян (1948), К. Зандерлинг (1948, Ленинград), Г. Арутюнян (1949), О. Дурян (1959, Ереван,  Москва), В. Айвазян (1960), И. Блажков (1962, Москва), А. Жюрайтис (1962, Москва), А. Катанян (1963), Э. Фонсека (1965, Коломбо), Р. Мангасарян (1967), Д. Ханджян (1970, Ереван, Тбилиси), А. Месиаян (1972), М. Шостакович (1972, Москва), И. Вульпе (1976, Болгария), Т. Соповский (1980, Франкфурт на Одере) и др.
С 1961 года — солистка Армянской филармонии. Гастролировала во многих городах СССР и 27 странах мира, выпустила 4 грампластинки на фирме «Мелодия». Примечательно, что это был первый диск с записями армянской скрипичной музыки.
Репертуар Анаит Цицикян был очень разнообразен. Она исполняла и европейскую, и русскую классику, и армянские произведения, от древнейших мелодий до современных сочинений. Но всегда предпочитала идти непроторёнными путями — находить неизвестные жемчужины европейской музыки, подбирать новые для армянского слушателя ансамбли инструментов, такие как скрипка и орган, скрипка и гитара. Но особое место в репертуаре Цицикян занимала музыка молодых армянских композиторов. Этим объясняется, что в большинстве случаев она являлась редактором, иногда соавтором, первым исполнителем и пропагандистом этих произведений.

### Преподавательская деятельность
С 1950 г. преподавала в Ереванской гос. консерватории. Основала и вела три новых курса лекций: «История и теория смычкового искусства», «История армянского исполнительства» и «Педпрактика».
С 1982 г. ей было присвоено звание профессора.

### Научная деятельность
Со студенческих лет начала заниматься научно-исследовательской деятельностью. Ей принадлежат более 300 статей и научных изыскания в области истории музыки: смычкового исполнительства, инструментоведения. В 1969 году защитила диссертацию. Кандидат искусствоведения (1970). До конца жизни продолжала глубокие исследования в области Музыкальной археологии — области науки, основателем которой в Армении она, фактически, явилась.
С докладами выступала на международных научных конференциях. Владела 5 языками: читала лекции на немецком, французском, английском.
Издавалась в Армении и за рубежом. Автор монографии «Армянское смычковое искусство», изданной в 1977 г. и получившей высокую оценку специалистов (книга переиздавалась в 2004 году на русском, а в 2011 г. на армянском языке).

### Достижения
На протяжении творческой деятельности Анаит Цицикян имела более 1000 концертных выступлений, осуществила 60 фондовых записей, автор более 300 статей, докладов, радио- и телепередач.
Солистка Армянской государственной филармонии (с 1961). Заслуженная артистка Армянской ССР (1967).
Она являлась членом Союза композиторов Армении и Муз. Фонда СССР, Армянского театрального общества, Союза журналистов, Комитета женщин СССР, Армянского Общества Культурных Связей с Заграницей (АОКСЗ), Совета по комплексной проблеме «Истории мировой культуры» АН СССР, Международной научной Ассоциации Музыкальная археология («World Archaelogy») и др.
Скончалась в возрасте 72 лет, 2 мая 1999 года в Ереване.

### Некоторые из ранних статей Анаит Цицикян
- Выдающийся армянский скрипач Д.Давтян — Ереван, газета «Коммунист». 1956 г. N 992.
- Американский скрипач Исаак Стерн — Ереван, газета «Коммунист». 1956 г. N 122, 19573.
- Квартет им. Комитаса — Ереван, газета «Коммунист». 1957 г. N 404.
- У истоков армянской скрипичной культуры — Ереван, журнал «Советакан арвест». 1957 г. N 10 (на арм.яз)
- Московский камерный оркестр Р.Баршая — Ереван, газета «Коммунист». 1957 г. N 256
- Выдающийся скрипач А.Габриэлян — Ереван, газета «Коммунист». 1959 г. N 111
- Музыкант X века (находки, открытия) — Москва, газета «Советская культура». 1960 г. N 81
- Ценная находка (сосуд из Двина) — Ереван, газета «Коммунист». 1960 г. N 92
- Редкое изображение древней скрипки- Ереван, АН Арм. ССР, журнал «Известия». 1960 г. N 2
- Древний средневековый инструмент — предок скрипки — Ереван, журнал «Советакан Айастан». 1961 г. N 1 (на арм.яз)
- Изображение древнейшего музыкального инструмента — Ереван, журнал «Советакан Айастан». 1961 г. N 1 (на арм.яз)
- Новая победа Ж.Тер-Меркеряна — Ереван, журнал «Советакан арвест». 1961 г. N 8 (на арм.яз)

## Память

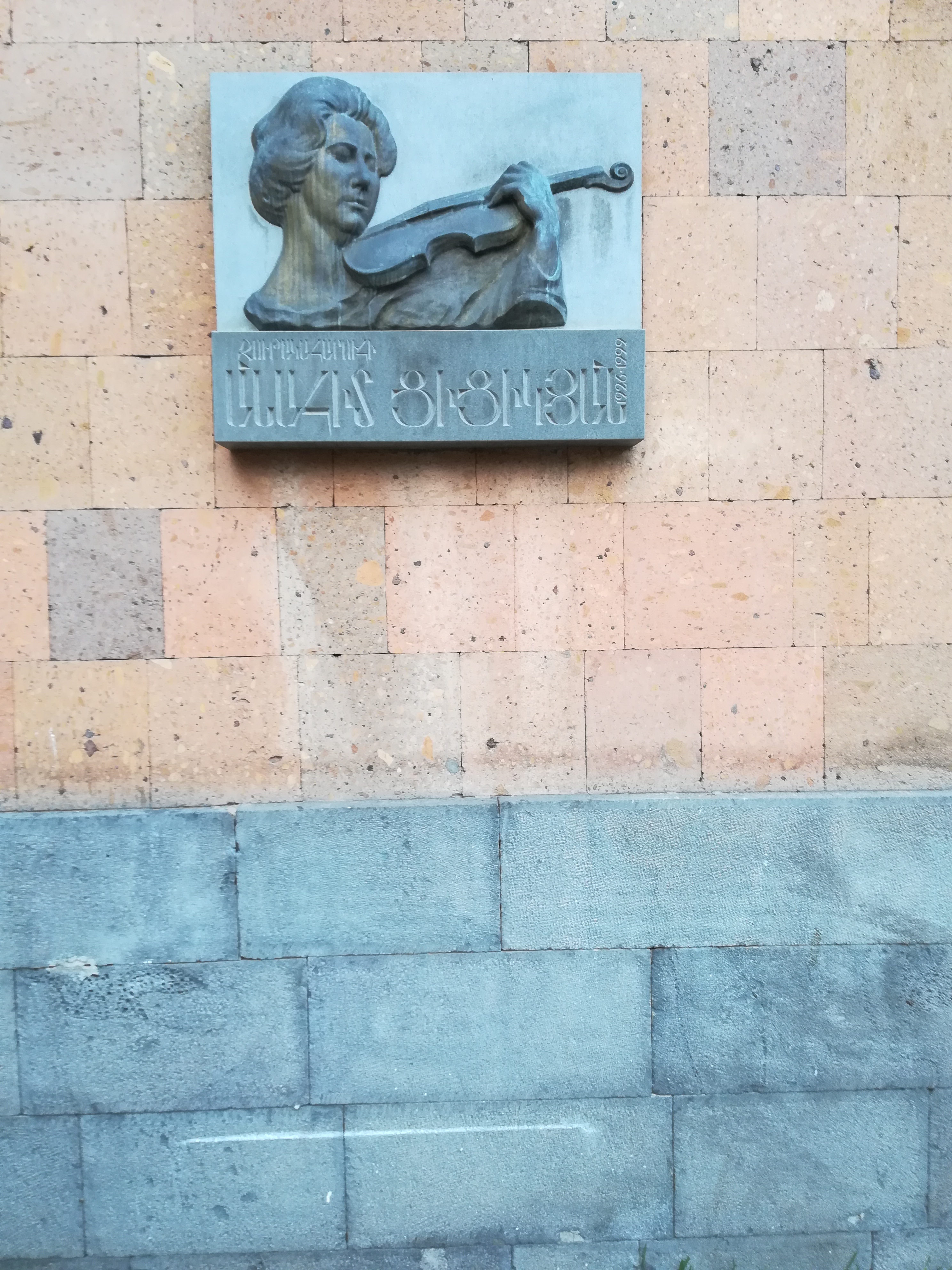
Мемориальная доска в Ереване. Ул. Таманяна, д. 1^{а}

- В 1999 году был создан Культурный фонд имени Анаит Цицикян[4], занимающийся сохранением её наследия, продолжением её исследований, самым широким спектром помощи развития музыкальной культуры Армении.
- 2004 г. Выпущены 4 лазерных диска с музыкальным наследием Анаит Цицикян.
- В 2007 году в честь скрипачки в городе Ереване одна из детских музыкальных школ была переименована в «Школу имени Анаит Цицикян»
- В 2011 году издана книга: «Анаит Цицикян. Био-библиографический сборник».